# Conaliamorpha lutea
 Conaliamorpha lutea es una especie de coleóptero de la familia Mordellidae. Es la única especie del género Conaliamorpha.

## Distribución geográfica
Habita en Sudán.